# Caja infinita

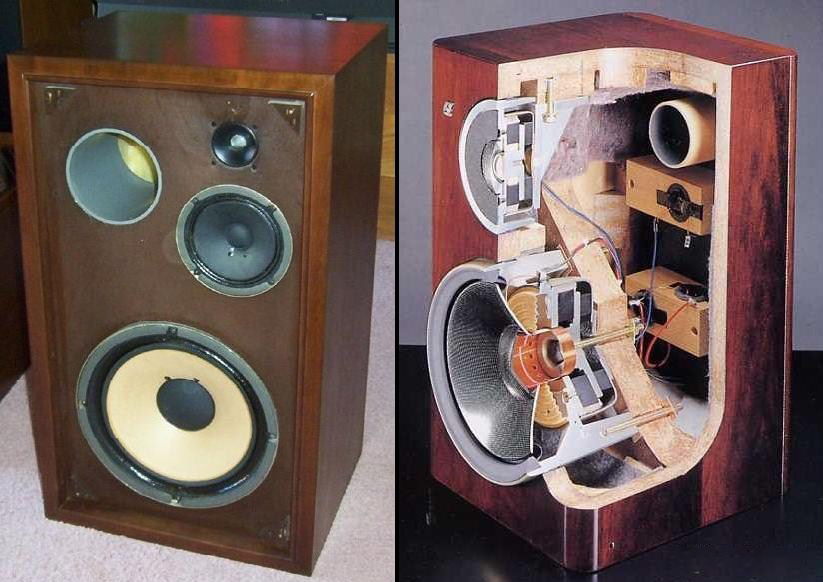
Sansui SP-100

Existen varios tipos de bafles, el más simple de los cuales es el bafle infinito o sonodeflector infinito, que consiste en colocar el altavoz al ras de una superficie perforada, de tal manera que las ondas de compresión y descompresión no puedan mezclarse, aprovechando la totalidad de la onda radiada por el altavoz. Teóricamente este es uno de los mejores sistemas por cuestiones de orden práctico su aplicación no es factible debido a que se necesita un volumen muy grande detrás del altavoz.

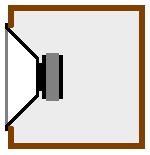
Caja sellada.

Caja Sellada: Son el tipo de cajas acústicas más comúnmente utilizadas. Es una caja donde el altavoz tiene su parte posterior dentro de una caja hermética. De esta forma la onda trasera en contrafase con la delantera queda silenciada para evitar el cortocircuito acústico, a la vez que amortigua el altavoz de graves para evitar daños. Precisa mayor volumen de caja para una misma respuesta que en el resto de sistemas. Está reservado para sistemas Hi-Fi domésticos de mediana potencia, ya que tiene bajo rendimiento en frecuencias bajas. La caja debe estar amortiguada con material absorbente, para que no aparezcan resonancias internas.

## Sistemabass-reflex

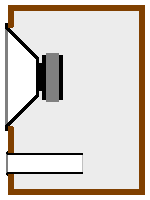
reflector de graves.

Se trata de una caja cerrada a la que se le ha realizado una apertura, acoplando a este un tubo. Con esto se refuerza la respuesta de graves.
- Ventajas:

- Menor frecuencia de corte. - Menor volumen. - Mejora el rendimiento.
- Inconvenientes:

- Empeora la respuesta transitoria. - Si el tamaño de la apertura es grande aumenta la distorsión. - Si el tubo es largo se producen pérdidas por rozamiento en el túnel.
Es importante tener en cuenta que hay que utilizar la mínima cantidad posible de material absorbente. En caso contrario se produce la anulación del efecto de resonancia caja-túnel.

## Sistema Activo-Pasivo
Su funcionamiento es similar al del sistema Bass-reflex, situando en este caso un radiador pasivo (es como un altavoz pero sin el motor, solo con el sistema radiante o membrana) en la apertura. Este radiador pasivo ha de tener las mismas características que el radiador activo.
Este sistema posee mejor respuesta a las bajas frecuencias pero su construcción resulta cara y puede tener algo de pérdida de potencia.

## Construcción
Estas cajas deben estar construidas de forma robusta, de lo contrario los materiales pueden vibrar fácilmente por la elevada presión que se produce en el interior, produciendo distorsión. De esta manera se producirá un sonido lo más fiel posible, y otro dato para tener en cuenta es la calidad del altavoz a elegir si se va a construir de forma casera, no se debe escatimar en calidad/precio para lograr claridad en el sonido.
Las cajas acústicas presentan resonancias internas, por lo que conviene dimensionarlas adecuadamente para que los distintos nodos de resonancia no coincidan. Para que no coincidan puede diseñarse la caja situando el altavoz descentrado, así los nodos no coinciden. No se suelen fabricar así, ya que no quedan tan "bonitos".
A la hora de construir una caja hay que pensar en la separación de las cavidades entre graves, medios y agudos, así como en la utilización de distintos materiales con estructuras tipo sándwich y maderas de alta calidad. Los refuerzos internos y el encolado son de suma importancia (no se aconsejan clavos ni tornillos).
Parámetros de Thiele-Small: Fueron desarrollados por Neville Thiele y utilizados por Richard Small.
Son indispensables para diseñar correctamente la caja en la que se ubicará el altavoz, bien sea cerrada, bass-reflex o de radiador pasivo.
Permiten predecir el comportamiento de un altavoz en una determinada caja, mediante programas de simulación y diseñar esta en un tiempo reducido, lo que permite mejorar los diseños y reducir los costes.
A partir de los cuatro parámetros básicos Qms (Factor de calidad mecánico del altavoz), Qes (Factor de calidad eléctrico del altavoz), Qts (Factor de calidad total del altavoz en fs), Vas (Volumen de aire con la misma elasticidad que la suspensión del altavoz) se puede diseñar el tamaño de una caja acústica.

## Paneles absorbentes
Para absorber la mayor cantidad de audio de la onda posterior del altavoz, se suelen utilizar fibras absorbentes en el interior de la caja, como fibra de vidrio, aunque las frecuencias muy bajas son difícilmente absorbibles.

## Radiadores pasivos

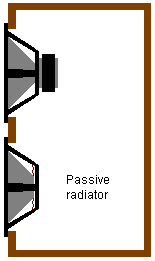
Radiador pasivo.

Existen algunas cajas infinitas que aprovechan la energía del sonido en contrafase para mover un radiador pasivo, que es un altavoz sin el motor, solo con la membrana.
Este tipo de radiadores transmiten las ondas traseras en fase invertida por delante de la caja, es decir, cuando el altavoz se mueve lo hace hacia adelante, el radiador lo hace hacia atrás.
Aunque se pensaron para reforzar los graves en las frecuencias de resonancia, realmente no aportan ninguna ventaja sobre un reflector de graves excepto no tener problemas relacionados con ruidos por turbulencia en los puertos o troneras; pero tienen dos desventajas importantes, el sonido producido por el radiador pasivo está en contrafase, lo que puede producir reducciones de rendimiento y distorsión y además el altavoz queda sin amortiguar, por lo que un transitorio podría dañarlo.

## Ángulos rectos
Algunas teorías sobre la construcción de este tipo de cajas acústicas, dicen que deben evitarse las cajas con ángulos rectos, pues la onda trasera del altavoz refleja contra los paneles posteriores produciendo un cortocircuito acústico.
Los materiales absorbentes en el interior de las cajas no son capaces de absorber las frecuencias más bajas y por tanto empeora la reproducción de estas frecuencias.
Muchos fabricantes de cajas acústicas utilizan todo tipo de diseños para dispersar la onda trasera de los altavoces de graves en las cajas infinitas, un ejemplo son las construidas por la empresa nOrh afincada en Tailandia, que tienen forma de cono o pirámide.

## Desplazamiento de la membrana
Un problema de este tipo de cajas es el elevado desplazamiento de la membrana del altavoz necesario para reproducir frecuencias graves. La presión máxima de un altavoz montado en caja infinita, puede calcularse con la siguiente fórmula:
{\displaystyle NPS={\frac {2\pi \varphi cfx}{\sqrt {2}}}\,.\,sen\,\pi \,{\begin{Bmatrix}{\sqrt {({\frac {R}{\lambda }})^{2}+({\frac {r}{\lambda }})^{2}-{\frac {r}{\lambda }}}}\end{Bmatrix}}}
donde:
NPS = Nivel de presión sonora máxima en dB.
r = Distancia a la que se obtiene el NPS.
{\displaystyle \varphi } = Densidad del aire.
c = Velocidad de propagación del sonido en el aire.
R = Radio de la membrana del altavoz desde la base del cono.
f = Frecuencia.
{\displaystyle \lambda } = Longitud de onda (c/f).
x = Desplazamiento máximo del cono del altavoz.
Por mucho que dispersemos la onda trasera, el rendimiento a bajas frecuencias siempre será inferior al obtenido con un reflector de graves.

## Sobremodulación de las vías
En las cajas infinitas con varias vías, la presión de la onda trasera del altavoz de graves puede modular los otros altavoces de la caja produciendo distorsión, por lo que es recomendable que vayan instalados en subcajas que los aíslen de la principal.

## Filtrado de los graves
Los equipos de audio modernos, la mayoría con tecnología DSP para la ecualización, producen un sonido potente y limpio, pero sin graves. El truco consiste en enviar una señal sin frecuencias por debajo de 60 a 80 Hz, o incluso más, esto evita el problema de la saturación del altavoz de graves y permite que una caja acústica con un altavoz de graves muy pequeño pueda sonar a gran volumen sin saturación.
Esto puede considerarse una alteración del sonido original y no es aceptable para disfrutar plenamente de las piezas musicales con toda su calidad original.
Para reproducir graves profundos no basta con utilizar unos filtros o un buen amplificador, un altavoz instalado en una caja infinita tiene limitaciones físicas para reproducir frecuencias graves.
Por ejemplo, para reproducir 50 Hz con una presión sonora de 96 dB en un altavoz de 12" montado en caja infinita, el desplazamiento necesario del cono sería de 4 mm, que es más de lo que puede desplazar la mayoría de altavoces de ese diámetro (esto puede calcularse con la fórmula de arriba).
Esto quiere decir que con una potencia de solo 1 W, es posible llevar a la saturación un altavoz de 30 cm de diámetro, no importa si la potencia nominal del altavoz es de 400 W, por eso el filtrado de los graves se ha convertido en algo habitual.
Independientemente de que el bobinado del motor pueda admitir elevadas corrientes sin dañar o saturar el elemento magnético del motor, el desplazamiento que se necesita para reproducir frecuencias bajas es tan elevado que se produciría la saturación (altísima distorsión), o incluso la rotura del motor de aplicar estas frecuencias con suficiente potencia.
Una forma de experimentar esto es usando un generador de funciones de Onda sinusoidal y un pequeño amplificador, 10W es suficiente. Al aplicar frecuencias por debajo de los 50 Hz la membrana del altavoz empezará a oscilar de forma violenta, llegando incluso a producir daños en las suspensiones, por muy grande y potente que sea el altavoz.
En altavoces con suspensiones muy duras no se aprecia tanto, el movimiento queda amortiguado y la energía se disipa en calor, pero la saturación y alta distorsión se producen igualmente, la frecuencia principal nunca se llega a reproducir (solo armónicos) y de continuar mucho tiempo aplicando potencia se quemaría el bobinado con una potencia muy inferior a la nominal.
Para reproducir frecuencias bajas, un altavoz debe tener una suspensión blanda, de espuma o goma, y un elevado peso de la membrana para obtener una frecuencia de resonancia más baja. Por tanto un altavoz de suspensión dura (medios-graves) no es representativo, porque no está diseñado para reproducir esas frecuencias.